# Beta Scuti
beta Scuti (β Sct) – gwiazda podwójna w gwiazdozbiorze Tarczy Sobieskiego. System ten jest oddalony o około 690 lat świetlnych od Ziemi.
Główny składnik to pomarańczowy jasny olbrzym typu widmowego G o jasności obserwowanej +4,22m. Jego towarzysz o jasności obserwowanej +8,5m to karzeł o typie widmowym B9,5. Jest to układ spektroskopowo podwójny o okresie obiegu około 834 dni.